# Paradoxornis unicolor
Paradoxornis unicolor é uma espécie de ave da família Sylviidae.
Pode ser encontrada nos seguintes países: Butão, China, Índia, Myanmar e Nepal.